# Liddle Brook
Liddle Brook – rzeka w stanie Nowy Jork, w hrabstwie Delaware, uchodząca do rzeki Tremper Kill na wysokości 486 m n.p.m. Zarówno długość cieku, jak i powierzchnia zlewni nie zostały oszacowane przez USGS. 